# Lycée français François-Mitterrand
Le lycée français François-Mitterrand de Brasília est une école privée, propriété de l’Association des parents d’élèves, liée à l’Agence pour l’enseignement français à l’étranger (AEFE). Elle est située dans le quartier Lago Sul, SHIS QI 21, près de l’École des nations.
Le lycée accueille des élèves de la maternelle à la terminale.
Ce lycée porte le nom de l’homme d’État français François Mitterrand (1916-1996).
Le chantier a été inauguré par François Hollande le 12 décembre 2013.
L'établissement a été inauguré par Mme Danielle Mitterrand en 1996.
- Site du lycée français François-Mitterrand.
- Siège actuel.
- Ancien siège chez Wikimapia.